# NGC 7687
NGC 7687 este o galaxie situată în constelația Peștii. A fost descoperită în 21 septembrie 1862 de către Heinrich Louis d'Arrest.